# Hilarographa hexapeda
Hilarographa hexapeda es una especie de polilla de la familia Tortricidae.
Fue descrita científicamente por Meyrick en 1913.